# Krisztina Pigniczki
Krisztina Pigniczki (* 18. September 1975 in Makó, Ungarn) ist eine ehemalige ungarische Handballspielerin, die dem Kader der ungarischen Nationalmannschaft angehörte.

## Karriere

### Im Verein
Pigniczki lief bis zum Jahr 1993 für den ungarischen Verein Szegedi SK auf. Anschließend wechselte die Rückraumspielerin zum Erstligisten Győri ETO KC. Im Jahr 2001 schloss sie sich dem Ligakonkurrenten Dunaferr SE an. Mit Dunaferr gewann sie 2003 und 2004 die ungarische Meisterschaft sowie 2002 und 2004 den ungarischen Pokal. Als der Verein im Jahr 2008 finanzielle Probleme hatte, wechselte sie zum französischen Erstligisten Issy-les-Moulineaux Handball. Nach der Saison 2010/11 beendete sie dort ihre Karriere.

### In der Nationalmannschaft
Pigniczki absolvierte 157 Länderspiele für die ungarische Nationalmannschaft, in denen sie 232 Treffer erzielte. Der größte Erfolg in ihrer Länderspiellaufbahn war der Gewinn der Goldmedaille bei der Europameisterschaft 2000. Weiterhin errang sie bei den Olympischen Spielen 2000 und bei der Weltmeisterschaft 2003 jeweils die Silbermedaille sowie bei den Europameisterschaften 1998 und 2004 jeweils die Bronzemedaille. Für Ungarn lief sie ebenfalls bei den Olympischen Spielen 2004 und Olympischen Spielen 2008 auf.

### Trainerkarriere
Pigniczki engagierte sich ab ihrem Karriereende als Jugendtrainerin bei Issy-les-Moulineaux Handball. Nach insgesamt sieben Jahren im Ausland ging sie im Jahr 2015 wieder in die Heimat zurück, woraufhin sie als Jugendtrainerin bei Győri ETO KC tätig war. Ein Jahr später wechselte Pigniczki zum ungarischen Handballverband, bei dem sie Co-Trainerin im Nachwuchsbereich wurde. Im September 2021 wechselte Pigniczki in den Trainerstab der ungarischen A-Nationalmannschaft, bei der sie ebenfalls den Posten der Co-Trainerin übernahm. Im September 2024 übernahm sie das Traineramt der ungarischen U-16-Nationalmannschaft und beendete ihre Tätigkeit als Co-Trainerin der ungarischen A-Nationalmannschaft.